# Saint-Sauveur-de-Landemont
Saint-Sauveur-de-Landemont è un comune francese soppresso del dipartimento del Maine e Loira nella regione dei Paesi della Loira. Dal 15 dicembre 2015 si è fuso con i comuni diChamptoceaux,  Bouzillé, Drain, Landemont, Liré, Saint-Christophe-la-Couperie, Saint-Laurent-des-Autels e La Varenne per formare il nuovo comune di Orée d'Anjou.

## Società

### Evoluzione demografica
Abitanti censiti